# Михальский, Станислав
Станислав Михальский (пол. Stanisław Michalski; 3 сентября 1932 года — 1 февраля 2011 года) — польский актёр театра, кино, кабаре, радио и телевидения, также директор театра и член ЦК ПОРП.

## Биография
Станислав Михальский родился в Вильнюсе (тогда — в Польской Республике). Актёрское образование получил в Государственной высшей театральной школы в Кракове, которую окончил в 1955 году. Дебютировал в театре в 1955 г. Актёр театра и кабаре в Гданьске. Выступал также в радиопередачах и в 1972—2006 годах в спектаклях «театра телевидения». Умер в Гданьске и там похоронен.

## Избранная фильмография
- 1950 — Первый старт / Pierwszy start
- 1952 — Юность Шопена / Młodość Chopina
- 1953 — Приключение на Мариенштате / Przygoda na Mariensztacie
- 1955 — Часы надежды / Godziny nadziei
- 1956 — Варшавская сирена / Warszawska syrena
- 1958 — Двое мужчин со шкафом / Dwaj ludzie z szafą
- 1958 — Вольный город / Wolne miasto
- 1959 — Место на земле / Miejsce na ziemi
- 1960 — Тысяча талеров / Tysiąc talarów
- 1960 — Крестоносцы / Krzyżacy
- 1960 — Пиковый валет / Walet pikowy
- 1963 — Особняк на Зелёной / Ostatni kurs
- 1964 — Встреча со шпионом / Spotkanie ze szpiegiem
- 1967 — Вестерплатте / Westerplatte
- 1968 — Последний после бога / Ostatni po Bogu
- 1969 — В любую погоду / W każdą pogodę
- 1970 — Пейзаж после битвы / Krajobraz po bitwie
- 1971 — Эпидемия / Zaraza
- 1972 — Секс-подростки / Seksolatki
- 1973 — Час пик / Godzina szczytu
- 1974 — Потоп / Potop
- 1974 — Самый важный день жизни / Najważniejszy dzień życia (только в 5-й серии)
- 1974 — Сколько той жизни / Ile jest życia — (только в 4-й серии)
- 1975 — Казимир Великий / Kazimierz Wielki
- 1977 — Кукла / Lalka (только во 2-й серии)
- 1978 — Без наркоза / Bez znieczulenia
- 1978 — Провинциальные актёры / Aktorzy prowincjonalni
- 1978 — Жизнь, полная риска / Życie na gorąco (только в 3-й серии)
- 1979 — Жестяной барабан / Die Blechtrommel
- 1979 — Отец королевы / Ojciec królowej
- 1980 — Встреча в Атлантике / Spotkanie na Atlantyku
- 1980 — Танго птицы / Tango ptaka
- 1981 — Человек из железа / Człowiek z żelaza
- 1982 — Пепельная среда / Popielec
- 1983 — Шкатулка из Гонконга / Szkatułka z Hongkongu
- 1984 — Ультиматум / Ultimatum
- 1984 — Хозяин на Жулавах / Pan na Żuławach (только в 6-й серии)
- 1987 — Баллада о Янушике / Ballada o Januszku
- 1988 — Пограничье в огне / Pogranicze w ogniu (только в 5-й серии)
- 1992 — Перстенёк с орлом в короне / Pierścionek z orłem w koronie
- 2009 — Город у моря / Miasto z morza

## Признание
- 1971 — Серебряный крест Заслуги.
- 1975 — Медаль «30-летие Народной Польши».
- 1975 — Заслуженный деятель культуры Польши.
- 1976 — Кавалерский крест ордена Возрождения Польши.
- 1984 — Медаль «40-летие Народной Польши».
- 1985 — Награда «Комитета в дела радио и телевидение».
- 1987 — Награда Министра культуры и искусства ПНР 1-й степени.
- 2007 — Золотая медаль «За заслуги в культуре Gloria Artis».